# Tucheim
Tucheim este o comună din landul Saxonia-Anhalt, Germania.